# Yuki Hashizume
Yuki Hashizume (橋爪 勇樹 Hashizume Yuki?), född 10 augusti 1990 i Nagano prefektur, är en japansk fotbollsspelare.
Hashizume började sin karriär 201 i Ventforet Kofu.